# Curtain Theatre

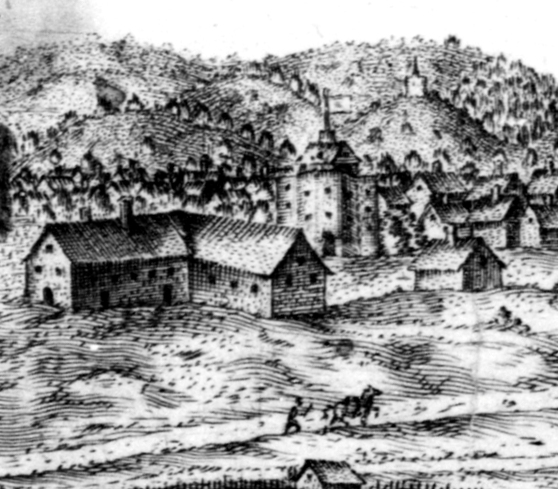
Curtain Theatre około 1600 roku. Uwaga: niektóre źródła podają, że grafika ta przedstawia The Theatre

The Curtain Theatre – teatr działający na przedmieściach Londynu otwarty w 1577 roku, wystawiający sztuki do 1622 roku.

## Historia
Curtain został zbudowany ok. 200 jardów na południe od pierwszego londyńskiego teatru, The Theatre, który został otwarty rok wcześniej – w 1576 roku. Jego nazwa wywodzi się od pobliskiego terenu zwanego Curtain Close, nie zaś ze względu na kurtynę (ang. courtain) we współczesnym rozumieniu tego słowa – w Anglii proscenium zakończone przednią kurtyną pojawiło się dopiero po okresie restauracji.
Niewiele wiadomo o wystawianych tam sztukach. Jego właścicielem był niejaki Henry Lanman. W 1585 roku tenże podpisał umowę z właścicielem The Theatre, Jamesem Burbage, na mocy której The Curtain miała służyć jako scena pomocnicza dla bardziej prestiżowego, starszego obiektu.
Między 1597 a 1599 rokiem teatr ten stał się miejscem premier spektakli Trupy Lorda Szambelana, grupy, z którą powiązany był William Szekspir. Wystawiano tam m.in. Romeo i Julię i Henryka V. Ta grupa aktorska odgrywała na scenach The Curtain także utwory Bena Jonsona. Lord Chamberlain’s Men opuścili ten budynek w momencie, kiedy ukończony został Globe Theatre (1599).
Lanman początkowo prowadził teatr jako prywatne przedsięwzięcie, jednak po pewnym okresie dołączyli do niego współudziałowcy. Wśród nich znajdowali się aktorzy: Thomas Pope i John Underwood, którzy byli jednocześnie członkami King’s Men. Może to świadczyć o tym, że ta reorganizacja miała miejsce w okresie, kiedy w The Curtain swoje sztuki inscenizowali współpracownicy Szekspira.
Nie są znane losy teatru po roku 1627.
The Curtain Theatre pojawia się w filmie Zakochany Szekspir.